# 阿莘王
阿莘王（あしんおう、生年不詳 - 405年）は、百済の第17代の王（在位:392年 - 405年）。『三国史記』百済本紀・阿莘王紀の分注には別名の阿芳王が伝えられ、『日本書紀』では阿花王（あくえおう）とされる。諱・諡は『三国史記』には伝わらない。第15代の枕流王の長男であり、枕流王が385年11月に死去したとき、阿莘王がまだ幼かったので叔父の辰斯王が第16代の王位を継ぎ、辰斯王が392年11月に死去して阿莘王が第17代の王位についた。
即位の経緯については異説があり、『日本書紀』には「枕流王の薨去の際に辰斯王が王位を簒奪し、後に辰斯王が日本に対して失礼な振る舞いがあったために日本の側は紀角宿禰などを遣わせて譴責したところ、百済の側で辰斯王を殺して詫びたので、紀角宿禰らは阿花を百済王に立てた。」とある。

## 治世
即位の直前（392年10月）に高句麗に奪われた関彌城について、百済北辺の要衝の地であるとして奪回を企てた。勇将であった真武（王妃の父）を左将に据えて、393年8月には一万の兵を率いて高句麗の南辺を討伐しようとしたが、高句麗兵の籠城戦の前に兵站が途切れたために撤退することとなった。翌年にも高句麗と戦って敗れており、さらに396年には好太王に漢山城（京畿道広州市）まで攻め入られて大敗した。阿莘王は高句麗への服属を誓わされ、王弟や大臣が高句麗へ連行されることとなった。しかし服属を誓いながらも、倭国との修好を結んで高句麗に対抗しようとし、太子（後の腆支王）を倭国へ人質として送ってもいる。こうして高句麗との戦いは続けられたが、敗戦を重ねるだけであった。また、399年には高句麗討伐の為の徴発が厳しく、百済から新羅に逃れる者も多く出た。『好太王碑文』によると399年から倭の新羅侵攻がおこっており、倭は新羅国境に満ちて城池を潰破して、さらに翌400年になると倭軍が新羅の首都を包囲する状況にあったが、この399年に百済は高句麗との誓いを違えて倭と通じている。後に403年には新羅への侵攻も試みている。
倭国との修好についてはこのほか、『三国史記』によれば402年5月にも使者を派遣（目的については宝珠の入手と説明されるが詳細不明）しており、403年2月には倭国からの使者を迎え、特に手厚くねぎらった、と記されているが、使者の往来に関する記事は日本側の資料には見られない。また、『日本書紀』に記される「百済から献上された阿直岐と王仁」は阿花王（阿莘王）の時代に相当するが、阿直岐と王仁に比定されうる人物は半島側の資料には見られない。なお、『古事記』では照古王（近肖古王か）の時代とする。詳しくは阿直岐、王仁を参照。
405年9月に在位14年にして死去した。このとき、太子は倭国に人質として送ったままであったため、太子が腆支王として即位するまでの間に兄弟間での内乱が生じている。